# Cisoka (Cisoka)
Cisoka is een bestuurslaag in het regentschap Tangerang van de provincie Banten, Indonesië. Cisoka telt 9007 inwoners (volkstelling 2010).